# Liste der Bodendenkmäler in Halle (Westf.)
Die Liste der Bodendenkmäler in Halle (Westfalen) enthält die denkmalgeschützten unterirdischen baulichen Anlagen, Reste oberirdischer baulicher Anlagen, Zeugnisse tierischen und pflanzlichen Lebens und paläontologischen Reste auf dem Gebiet der Stadt Halle (Westf.) im Kreis Gütersloh in Nordrhein-Westfalen (Stand: 21. August 2020). Diese Bodendenkmäler sind in Teil B der Denkmalliste der Stadt Halle (Westf.) eingetragen; Grundlage für die Aufnahme ist das Denkmalschutzgesetz Nordrhein-Westfalen (DSchG NRW).
| Bild                                                          | Bezeichnung                                                   | Lage  | Beschreibung | Bauzeit | Eingetragen seit | Denkmal- nummer |
| ------------------------------------------------------------- | ------------------------------------------------------------- | ----- | ------------ | ------- | ---------------- | --------------- |
| BW                                                            | Paläontologisches Bodendenkmal im Hesseltal                   | Karte |              |         | 16.05.2002       | 1               |
| BW                                                            | Bergbauspuren                                                 | Karte |              |         | 14.08.2002       | 2               |
| BW                                                            | Bergbauspuren                                                 | Karte |              |         | 14.08.2002       | 3               |
| Paläontologisches Bodendenkmal Fredenberg (Steinbruch Gödeke) | Paläontologisches Bodendenkmal Fredenberg (Steinbruch Gödeke) | Karte |              |         | 29.09.2005       | 4               |